# Gugny
Gugny – wieś w Polsce położona w województwie podlaskim, w powiecie monieckim, w gminie Trzcianne. Leży na obrzeżu Biebrzańskiego Parku Narodowego.
We wsi mieści się stacja terenowa Instytutu Biologii Uniwersytetu w Białymstoku.
W latach 1975–1998 miejscowość administracyjnie należała do województwa łomżyńskiego.